# Dywa
Dywa – włoski konstruktor samochodów wyścigowych, założony przez Pietro Monguzziego i Waltera Nebuloniego.

## Historia
Przedsiębiorstwo zostało założone w drugiej połowie lat 60. i początkowo konstruowało samochody dla Formuły Monza. W 1969 roku rozpoczęto produkcję pojazdów według specyfikacji Formuły 2, a w 1972 – Formuły 5000. W 1973 roku Dydo Monguzzi ogłosił niedoszłe plany budowy modelu Formuły 1 – 1973, który miałby być napędzany trzylitrowym silnikiem Chevrolet. Rok później zbudowany został model 1974, pierwotnie przeznaczony do Formuły 1, a następnie przerobiony na samochód Formuły 5000, którym Luigi Cevasco wystartował w dwóch wyścigach edycji brytyjskiej sezonu 1975. W 1979 roku Dywa zaprezentowała model 08, który miał być trzecią próbą wejścia firmy do Formuły 1. Plany wystawienia samochodu w Grand Prix Belgii z Alberto Colombo za kierownicą nie powiodły się. W roku 1980 zadebiutowała Dywa 01, w której Piercarlo Ghinzani został zgłoszony do Brytyjskiej Formuły 1 (ostatecznie nie wystartował w żadnym wyścigu). W 1983 roku zaprojektowano Dywę 010 – czwarty samochód stworzony z myślą o Mistrzostwach Świata Formuły 1. Pojazd był testowany przez Peo Consonniego, który nie zdołał jednak zgromadzić odpowiedniego budżetu na sezon 1984. W 1986 zespół Écurie Monaco zakupił ten pojazd i wystawił go do wyścigu Formuły 3000 na Imoli, do którego jednak Fulvio Ballabio nie zakwalifikował się.